# 矢部線

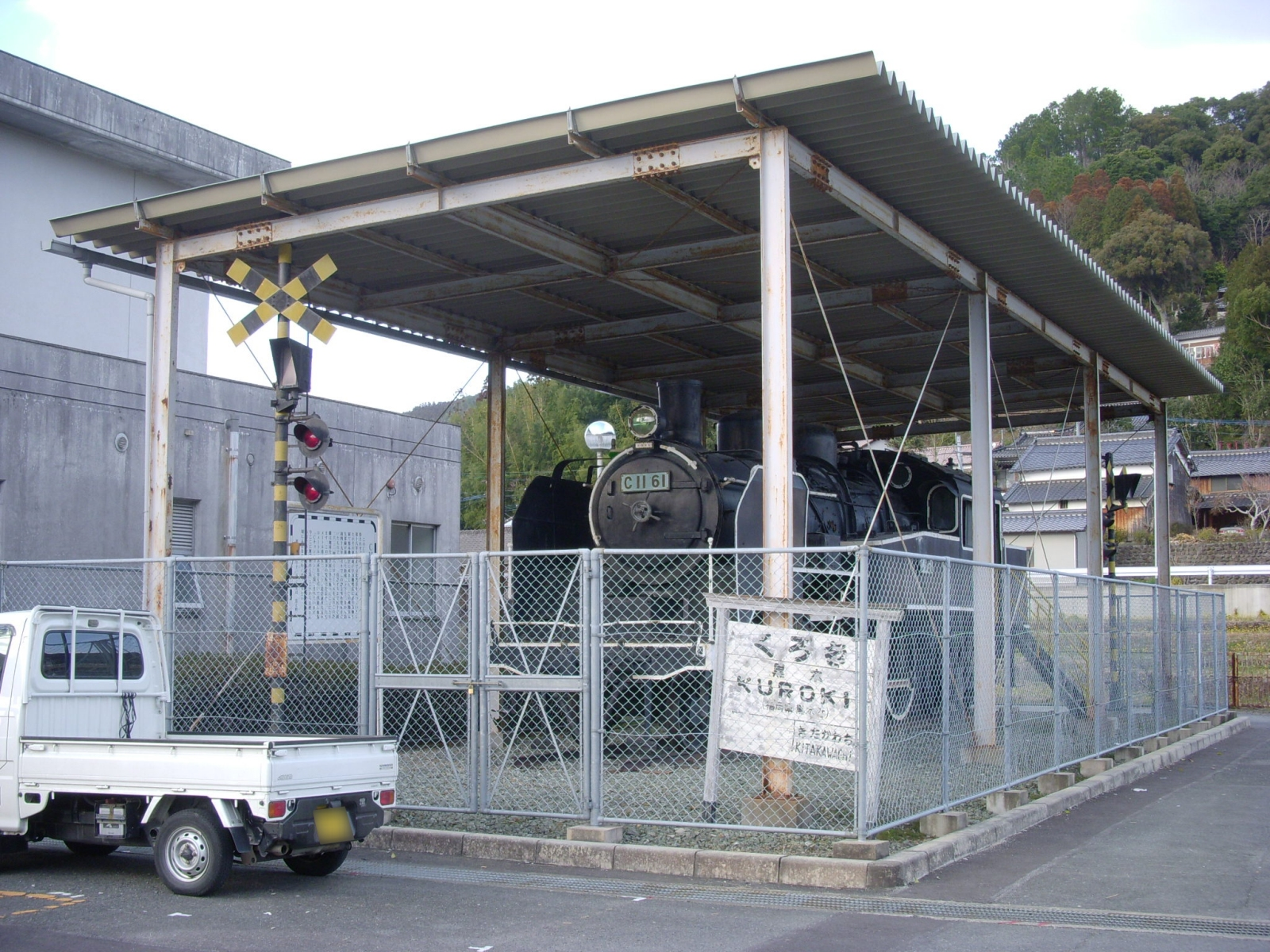
黒木駅附近に展示されているC11形蒸気機関車（福岡県八女市黒木町）

矢部線（やべせん）は、かつて福岡県筑後市の羽犬塚駅と八女郡黒木町（現:八女市）の黒木駅とを結んでいた、日本国有鉄道（国鉄）の鉄道路線（地方交通線）である。1980年の日本国有鉄道経営再建促進特別措置法（国鉄再建法）施行により第1次特定地方交通線に指定され、1985年（昭和60年）4月1日に全線が廃止となった。
なお、路線名の「矢部」とは、予定線の終点とされた八女郡矢部村（現:八女市）のことである。

## 路線データ（廃止時）
- 管轄：日本国有鉄道
- 区間（営業キロ）：羽犬塚 - 黒木 19.7km
- 軌間：1067mm
- 駅数：10駅（起点駅を含む）
- 複線区間：なし（全線単線）
- 電化区間：なし（全線非電化）
- 閉塞方式：スタフ閉塞式

## 歴史
改正鉄道敷設法別表第111号の2に規定する予定線「福岡県羽犬塚ヨリ矢部ニ至ル鉄道」の一部で、1936年に追加されたものである。沿線には軍事施設や関連の工場が多かったため、太平洋戦争が激化し、不要不急とされた鉄道路線が次々と休止に追い込まれる中、建設工事が続行され、終戦後の1945年12月にすでに路盤が完成していた羽犬塚から黒木までが開業となった。太平洋戦争が終結してからわずか4か月、日本の鉄道路線では終戦後初めて開通した記念すべき路線である。
将来的にはこの路線は、大分県日田郡中津江村（現:日田市）の鯛生を経て宮原線の肥後小国までを結ぼうとしていたが、結局黒木より先への延伸は成らなかった。
なお本路線に並行する形で、1903年8月には軌間914mmの南筑馬車鉄道（1907年に南筑軌道に改称し、1915年に動力を内燃に切替えた）が羽犬塚 - 福島間に開業しており、同年12月には山内まで延長された。1916年には黒木軌道の手により黒木町まで延長、1923年に南筑軌道が黒木軌道を合併し、羽犬塚 - 黒木町間が一本化されたが、矢部線が鉄道敷設法に追加されたことにより、軌道線は1940年6月に廃止されて、乗合自動車路線は堀川バスに合併されている。
1977年4月時点の運行本数は羽犬塚 - 黒木間の普通列車が1日6往復あった。唐津運転区所属の気動車が朝に西唐津駅から唐津線（長崎本線直通）佐賀行きで出庫し、佐賀駅から佐賀線で瀬高駅に行き、瀬高駅から鹿児島本線羽犬塚行きで昼前に到着。前日運用の車両と交代して矢部線の午後の運用に着き、最終下りで黒木駅停泊。翌朝初発で黒木駅から2.5往復運用後、当日朝唐津運転区出庫の車両と交代して鹿児島本線の羽犬塚発瀬高行きの普通列車となり、瀬高駅から佐賀線の佐賀行き、唐津線西唐津行きで唐津運転区に入庫する運用が組まれていた。

### 年表
- 1945年（昭和20年）12月26日 羽犬塚 - 黒木間 (19.7km) が矢部線として開業、鵜池・筑後福島・上妻・山内・北川内・黒木の各駅を開業[4]。
- 1958年（昭和33年）2月1日 地元請願駅の花宗・蒲原・今古賀の各駅を新設。
- 1974年（昭和49年）10月1日 筑後福島 - 黒木間 (12.9km) の貨物営業を廃止。
- 1978年（昭和53年）10月1日 羽犬塚 - 筑後福島間 (6.8km) の貨物営業を廃止。
- 1981年（昭和56年）9月18日 第1次特定地方交通線として廃止承認。
- 1985年（昭和60年）4月1日 全線 (19.7km) を廃止し[1]、堀川バスのバス路線へ転換。

## 駅一覧
全駅福岡県に所在。接続路線の事業者名、所在地は矢部線廃止時点のもの。
| 駅名       | 駅間キロ | 営業キロ | 接続路線                 | 所在地 | 所在地 |
| ---------- | -------- | -------- | ------------------------ | ------ | ------ |
| 羽犬塚駅   | -        | 0.0      | 日本国有鉄道：鹿児島本線 | 筑後市 | 筑後市 |
| 花宗駅     | 1.5      | 1.5      |                          | 筑後市 | 筑後市 |
| 鵜池駅     | 2.4      | 3.9      |                          | 八女市 | 八女市 |
| 蒲原駅     | 1.2      | 5.1      |                          | 八女市 | 八女市 |
| 筑後福島駅 | 1.7      | 6.8      |                          | 八女市 | 八女市 |
| 今古賀駅   | 1.2      | 8.0      |                          | 八女市 | 八女市 |
| 上妻駅     | 1.3      | 9.3      |                          | 八女市 | 八女市 |
| 山内駅     | 2.4      | 11.7     |                          | 八女市 | 八女市 |
| 北川内駅   | 3.5      | 15.2     |                          | 八女郡 | 上陽町 |
| 黒木駅     | 4.5      | 19.7     |                          | 八女郡 | 黒木町 |

## 廃止後の状況

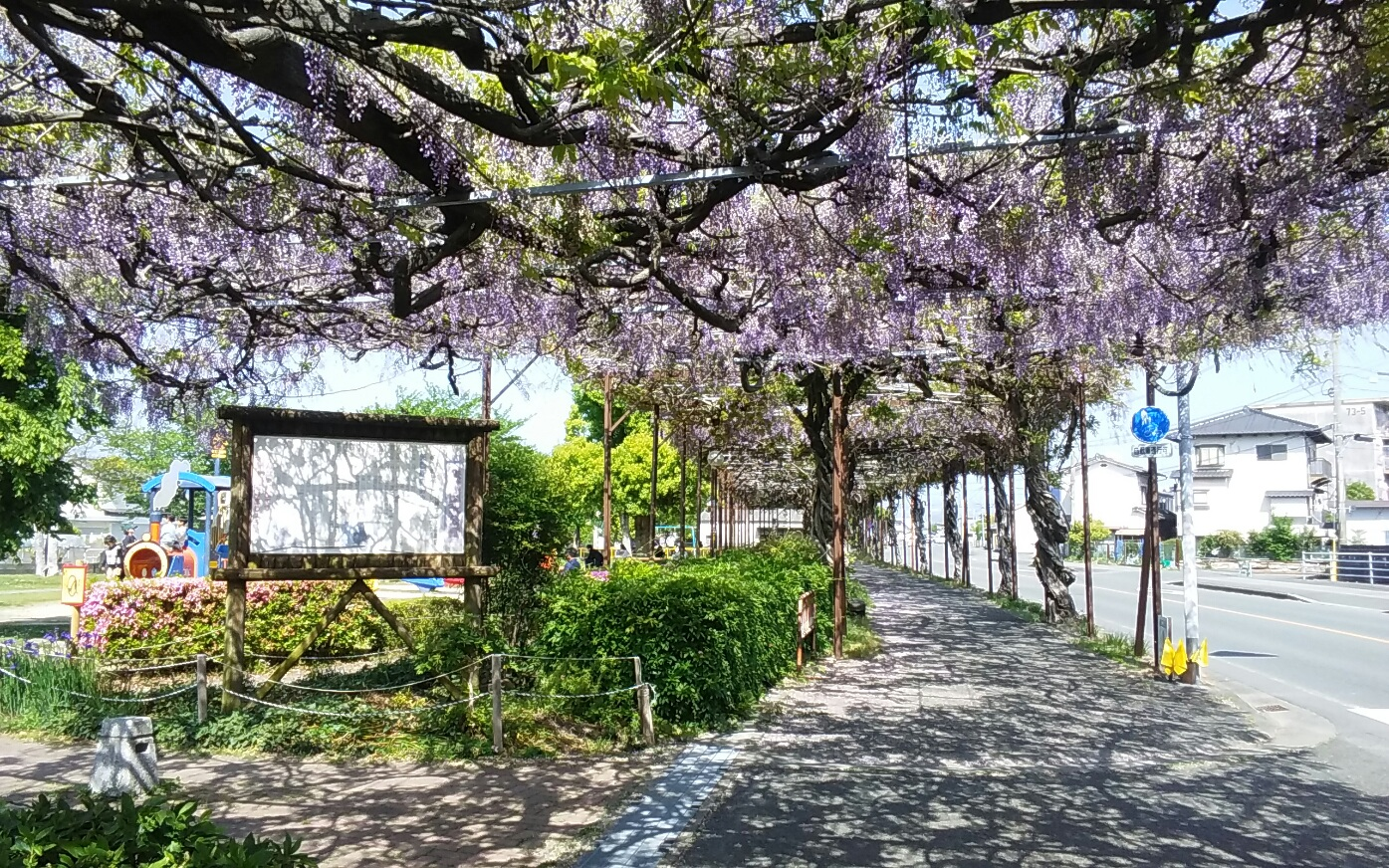
筑後福島駅近くの藤棚

鹿児島本線との分岐点から山内 - 北川内間で星野川に接近する付近までは全線道路化されたほか、駅跡地も大半が撤去されて道路の一部や建造物の敷地に姿を変えており、公園として整備された旧:筑後福島駅を除いてその面影を見ることができなくなっている。
花宗駅付近で国道209号がオーバークロスするが、その前後の道路は対面通行が可能であるものの、国道下のアンダーパスは拡幅されておらず当時の幅と同じで離合はできなかった。後に国道209号とは平面交差に改良され、2016年2月14日より野町北交差点として供用されている。
筑後福島駅跡地は当時の駅舎が移転し公園の倉庫として再利用され、公園内にはホームと線路の一部ならびに踏切跡が残され、公園入口にはかつての歴史が掲載された看板がある。また公園内の藤棚には廃レールが再利用されている。
鵜池駅跡は立体交差する九州自動車道の高架下付近である。上妻駅跡は八女市営上妻団地の敷地の一部、山内駅跡は八女市東公民館の敷地となっている。しかしいずれも矢部線の跡を示すものは何もない。またそれら以外の駅についても痕跡がなく場所の特定は難しい。
現在の上山内交差点から星野川の手前までは福岡県道52号八女香春線の一部となっている。県道はそのまま橋で星野川を渡るが、ここから矢部線は星野川沿いに進んでいたため、その護岸沿いに線路跡があるものの痕跡はなく車両通行止めとなっている。また一部農道化している部分があるが薮が激しい場所もあって全体を歩くことは困難である。なお途中のトンネルは2012年九州北部豪雨の復興工事のために壊されたとされている。
星野川を渡る橋梁は川の途中で途切れており、手前で道路を跨いでいた橋脚は片側のみ撤去されていた。その後、2016年に星野川の川幅を広げる工事に伴い残っていた橋脚も撤去された。
星野川を渡った地点からは再び道路となり、沿線にある八女市地域福祉センターに隣接する駐車場付近が北川内駅跡である。
その後道路は福岡県道70号田主丸黒木線と交差した地点で終わりとなるが、その先駐車場となった横に築堤が残り北川内トンネルが現存している。ただし封鎖されているため立ち入ることはできない。
北川内トンネルを越えた先は農道から三たび道路に姿を変えるが、その先で中原トンネルに到達する。このトンネルの内部は上陽町と黒木町（いずれも現:八女市）の境で仕切りがされ、それぞれ別の酒造会社が酒蔵として利用しているため立ち入りができない。ただし黒木町側は酒蔵開きが行われることがあり、その際は一般人でも旧町境までトンネルの中に入ることができる。
中原トンネルから黒木駅跡までは道路化されており、黒木駅跡は八女市黒木体育センターとなっている。黒木駅跡を示す駅名標と国鉄C11形蒸気機関車が体育センターのすぐ横に設置されていたが、近年センター横の駐車場の整備に伴い移設され駅名標は新しいものになっている。

## 代替交通
堀川バスにより羽犬塚 - 北川内 - 黒木間に廃止代替バス路線として打越線が設定されたが、この便の主な乗客は星野から黒木に向かう高校生で、利用区間は北川内 - 打越 - 黒木であり、福島発着に短縮された後、暫く後に通学の乗客の減少で廃止され、現在は転換前より存在していた北川内を通らない羽犬塚 - 福島 - 黒木 - 矢部柴庵の羽矢線と、福島 - 北川内 - 十篭車庫前 - 浦 - 板屋（浦 - 板屋は現在廃止）の星野線の2路線が事実上の代替路線として機能している。北川内から黒木に行くには、山内付近まで行き来する必要が生じた。なお、前者の羽矢線は矢部線よりもむしろ南筑軌道の路線に近い。